# Francis Lavalin Nugent
Francis Nugent, né en 1569 sous le nom de Lavalin Nugent et mort à Charleville en 1635, est un prêtre irlandais de l'ordre des capucins. Il est le fondateur des provinces irlandaise et rhénane.

## Biographie
Lavalin Nugent (il prend le nom de Francis en entrant chez les capucins) est né à Walshestown près de Mullingar, Co. Westmeath. Il est le fils de Edward Nugent et de Margaret O'Connor. Jeune, il est envoyé en France pour recevoir une éducation qu'il ne pouvait pas recevoir chez lui.
Avant 30 ans, il obtient un doctorat à l'université de Paris et de Louvain. Il y occupe des chaires et y apprend le grec et l'hébreu et parle plusieurs langues européennes.
En 1589, il rejoint la province des capucins de Flandres et Belgique, et prend son nom de Francis. Il est ordonné prêtre. Au début des années 1595, Il est envoyé en France, pour former les communautés de Metz et de Charleville. Il soutient sa thèse à Rome en 1599. Il est ensuite envoyé en Allemagne pour fonder le couvent de Paderborn et ceux d'Essen, Münster et Aix-la-Chapelle.
Si la Champagne possède une université à Reims et qu'elle est encadrée d'universités catholiques comme les universités de Douai et l'université de Pont à Mousson, Charleville fondée en 1606 par Charles Ier de Mantoue est à côté de Sedan, ville protestante dotée d'une Académie. Il y installe une communauté en 1618. Il y meurt lors de la fête de l'Ascension 1635.

## Œuvres
Il a écrit plusieurs œuvres dont les principales sont :
- Tractatus De Hibernia.
- Cursus philosophicus et theologicus.
- De Meditatione et Conscientiæ examine.
- Paradisus contemplantium.
- Super regula Minorum, Expositio Copiosa.